# Pigmalión (cuento)

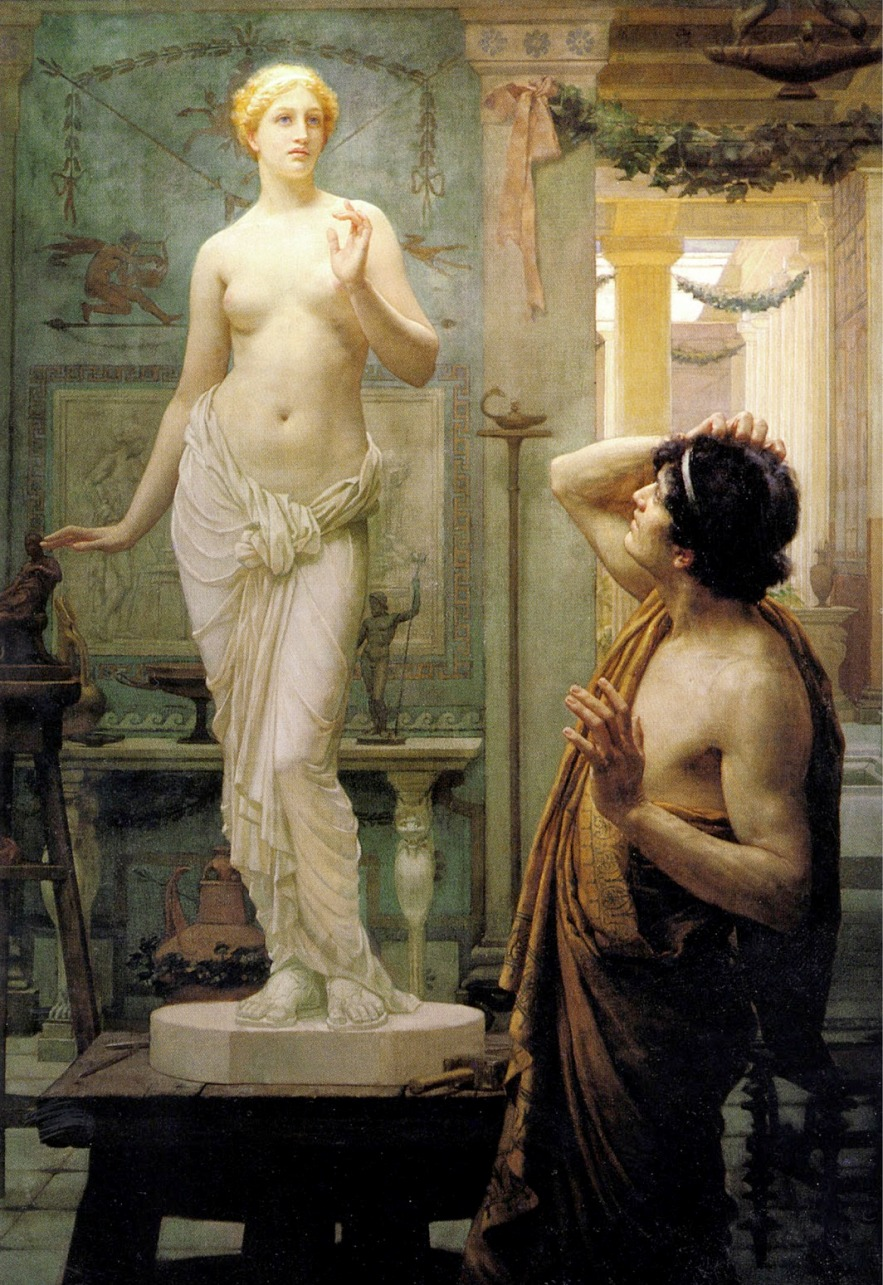
Pigmalión y Galatea

Pigmalión es un cuento corto de misterio y terror escrito por el escritor argentino Bonifacio Lastra (Buenos Aires, 1905 - Buenos Aires, 1982) e inspirado en el relato griego mitológico homónimo. El cuento fue incluido por primera vez en la obra de Lastra "El Prestidigitador"  y posteriormente en la antología "Cuentos con espectros sombras y vampiros". 

## Sinopsis
La acción se centra a principios del siglo XX en Buenos Aires, cuando el narrador, un periodista que se había vinculado con el mundo del arte, conoce a través de un directivo del Museo de Arte de Viena al escultor Pedro Ranieri, un escultor que había logrado cierto prestigio a nivel internacional. Invitado por el artista a visitar su atelier en la calle Pedro de Mendoza, cerca del Riachuelo, el periodista se siente rápidamente impresionado por las obras escultórica de Ranieri, el cual lograba crear un efecto de sombras en los ojos de sus estatuas al punto de que pese a que estas carecían de pupilas, creaban la sensación de que miraban al obserbador.
Tiempo más tarde en una visita del narrador en el atelier,  Ranieri le manifiesta que se había alejado del arte. El interlocutor nota que padecía de una depresión aparentemente heredada de su padre y que pese al éxito económico y a la gran cantidad de admiradores que tenía, se encontraba alejado y solo, sin obras escultóricas en ejecución y con ávido interés por la lectura del zendavesta y la Historia de la filosofía india de Surendranath Dasgupta, ya que Ranieri también tenía conocimientos en metafísica y había publicado algunos escritos al respecto.   
El periodista lo invita a pasar algunos días en su estancia y Ranieri parece salir de su ensimismamiento, manifestándole su interés por realizar una obra que le obsesiona. Él mismo define su arte como un "extraño arte de vida y muerte", algo que su amigo no logra entender hasta algunas semanas más tarde.
Al llegar a la estancia montan allí un atelier continuo a la habitación en que estaría el escultor, el cual llevaba un gran tronco de peral para realizar su próxima obra la cual no iba a necesitar de una modelo. Ranieri le pide al dueño un aislamiento absoluto en el improvisado atelier e insiste con tapiar las dos ventanas y una de las puertas como para trabajar en un total aislamiento. Luego comienza a interesarse en un cementerio de campo que se encuentra a dos kilómetros de distancia de la estancia, y al cual había visto mientras viajaban hacia la misma.
Ranieri se traslada a pie a altas horas de la noche al cementerio, conducta que despierta la preocupación del periodista, el cual debe ausentarse por un par de semanas de la estancia para viajar por negocios a Salta, encargándole a su mayordomo que vigile al artista y le telegrafíe si algo le sucede. El mayordomo finalmente le pide días después al periodista que regrese a la estancia. A su regreso, el mayordomo le explica que Ranieri había permanecido en un total aislamiento en su atelier de la estancia y que solo salía a la noche para visitar el cementerio. El mayordomo lo había hecho seguir y la conducta de Ranieri ya había comenzado a llamar la atención de los lugareños al ver a una persona ajena al pueblo visitando el cementerio durante las noches.
Antes que el dueño pueda interrogarlo al respecto de su conducta inusual, Ranieri le dice que ya había terminado su obra a la cual él mismo llama "Galatea". El periodista queda estupefacto al ver la obra ya que se trataba de una estatua femenina de inigualable belleza en postura de danza. El nivel de realismo y los detalles de la obra hacen que el periodista la considere como un auténtico prodigio. Pero al intentar tocarla Ranieri le aparta el brazo con un grito y a partir de allí el periodista comprende que el escultor está al borde de la demencia y comienza a interrogarlo al respecto. Ante la obvia molestia del escultor al saberse observado y su intención de abandonar la estancia si su comportamiento extraño le había molestado, el dueño le pide que se quede aunque no comprende cuando Ranieri le dice que debe aún terminar su obra, ya que ante los ojos del periodista la obra ya estaba concluida.
Ante la inquietud de los perros de la estancia, durante la noche siguiente, el periodista decide espiar a Ranieri sin que este se dé cuenta. El mayordomo le explica que en la boardilla sobre el atelier, existían algunas fisuras en el suelo que permitían ver hacia éste. En ese momento el mayordomo le informa que Ranieri iba todas las noches al cementerio a dibujar. En el pueblo existía un hombre apellidado Larraeta el cual tenía dos hijas mellizas, una de las cuales había muerto en un accidente automovilístico años atrás. En su mausoleo, el padre había hecho colocar una fotoescultura de su hija, de la cual Ranieri había tomado bocetos para crear su escultórica obra. Este hecho hace que el periodista se desilusione un tanto al saber que su creación se basaba en una fotoescultura.
Cuando el periodista y el mayordomo finalmente logran espiar a Ranieri, les sorprende verlo en la habitación junto a quienes ellos reconocen como la otra hija de Larraeta, una joven de 18 años que ejecutaba pasos de baile ante la mirada del escultor.  Ni el periodista ni el mayordomo llegaban a explicarse cómo era posible que Ranieri hubiera conocido a la hija de Larraeta y menos aún cómo había hecho para que entrara en la estancia. Ante el desconcierto de los observadores, los cuales luego se percatan del escándalo que se produciría si Larraeta llegaba a enterarse de la intimidad de su hija para con el escultor, que era un hombre mayor, el periodista decide apresurar su regreso a Buenos Aires bajo cualquier excusa.
A la mañana siguiente el periodista debe de realizar un trámite bancario y durante el mismo, se entera a través del gerente del banco, que la noche anterior se había suicidado la hija de Larraeta arrojándose a las vías de un tren. El periodista se sorprende y automáticamente piensa que tan nefasta decisión solo podía deberse a la culpa que le produjo el haber mantenido un contacto íntimo con un hombre mayor, pero cuando le pregunta a qué hora sucedió ese hecho, se percata con pavor de que la muchacha se había suicidado varias horas antes de que ellos la vieran en el atelier danzando. Presa del pánico el periodista busca al mayordomo en el correo y le informa lo sucedido. Este lo trata de loco y le pide que se tranquilice, que debe de haber un error, pero el periodista alude que él podría haberse equivocado pero no era posible que ambos estuvieran equivocados ante lo que vieron. Ellos se dirigen a la estación donde las autoridades le confirman ante la incredulidad del mayordomo, que la hija de Larraeta se había suicidado antes de la medianoche. Como el mayordomo era quien conocía más a la familia Larraeta, el periodista le pregunta repetidas veces si en verdad era ella y qué tan idénticas eran las mellizas, a lo cual el mayordomo repite una y otra vez que en verdad había reconocido a la hija de Larraeta y que las mellizas eran idénticas.
Ambos llegan a la estancia pero antes pasan por el cementerio, donde el periodista distingue una estatua de mármol en el mausoleo de la primera de las mellizas fallecidas. La estatua era muy parecida a la de Ranieri pero éste había embellecido aún más los rasgos que la obra del cementerio. La intriga se apodera del periodista y el mayordomo que solo piensan en interrogar a Ranieri para obtener una explicación de tal escalofriante suceso.
Al llegar a la estancia Ranieri no contesta los llamados a la puerta del periodista por lo cual se pone a disposición el resto del personal asistente de la estancia, quienes le informan que Ranieri debe de seguir en la habitación porque el humo de la chimenea delataba que eta había sido encendida a las siete de la mañana. Los presentes usan un hacha para derribar la puerta. Al ingresar descubren que Ranieri se había suicidado disparándose con un revólver y que la estatua de la bailarina ardía ahora entre la leña de la chimenea.

## El escenario de la narración
En su obra, el autor plantea que el escultor Ranieri tenía su atelier sobre la avenida Pedro de Mendoza antes del recodo del riachuelo, que comprende el barrio porteño de La Boca, un lugar relacionado con el arte. Posteriormente, cuando el protagonista invita a Ranieri a ir hacia su casa de campo, el lugar del pueblo se torna inespecífico, aunque el autor menciona que donde tiene su estancia está a 2 kilómetros de un pueblo donde se hace mención de una posible estancia o barrio llamado "La Pradera", existiendo varios lugares bajo este nombre en la provincia de Buenos Aires en localidades como Alejandro Korn y Cañuelas entre otros.

### Análisis de la obra
Tanto el escultor legendario Pigmalión como el Ranieri del cuento de Bonifacio Lastra son ávidos artistas cuya obra escultórica de una mujer les produce el deleite absoluto al punto del arrobamiento. Pero hasta ahí esa es la única similitud entre uno y otro de los personajes. Ranieri se encuentra ensimismado, aislado de la sociedad, neurasténico y su carencia de pareja no se basa en la falta de afecto que otros puedan brindarle sino en su mismo rechazo por la sociedad, el arte y hasta la vida en general. El Pigmalión de Ovidio solo está aislado por motivos de dar forma a su faceta artística. Para el elemento sobrenatural o fantástico, Bonifacio Lastra busca a un sujeto aislado y con cierta predisposición para recibir un contacto con lo desconocido. También a diferencia del mítico Pigmalión, donde la metamorfosis de la estatua de mármol se convierte en una mujer real llamada Galatea, por el favor de la diosa Afrodita, en el relato de Bonifacio Lastra, la información es escueta y tanto el narrador como el lector se enteran de dicha metamorfosis en un clima de suspenso, quizás con la intención de crear golpes de efecto en el lector, cuando el periodista y su mayordomo espían a Ranieri a través de unas endijas del suelo.
Ranieri le comenta al protagonista que el arte que aún le interesa es un arte de vida y muerte, sin que su interlocutor llegue a comprender en ese momento a qué se refería. Es obvio que Ranieri pensaba aplicar alguno de sus conocimientos metafísicos adquiridos, en la creación de esa nueva escultura para la cual no iba a necesitar modelo.
Mientras que Pigmalión se enamora de su obra y le pide a Afrodita que le infunda vida, casándose luego con Galatea y teniendo un hijo con ella que fundaría una ciudad en Chipre, lugar de nacimiento y culto original de la diosa, a  Ranieri no le esperaba un desenlace romántico ya que alejándose de Pigmalión, fue Ranieri mismo quien se atrevió a infundirle vida a su muñeca, a jugar a ser una especie de Victor Frankestein o Dr. Moreau, por lo cual debía de pagar por su osadía de convertirse en creador de vida.
Su obra tampoco es el tributo idílico a una diosa que no tiene comparación, sino que la estatua en si no era otra sino una proyección de sí mismo, tomando como modelo a la estatua de un panteón pero embelleciéndole las facciones. Tampoco es un ser real el que crea sino una autómata que solo reproduce pasos de baile, la postura en que el autor la ha concebido. Finalmente el artista sucumbe porque su obra lo consume.